# 정안마곡사로
정안마곡사로(Jeonganmagoksa-ro)는 충청남도 공주시 정안면 석남삼거리와 사곡면을 잇는 도로이다.

## 주요 경유지
충청남도
- 공주시 (유구읍 . 사곡면)

## 노선
| 이름       | 접속 노선                       | 소재지 | 소재지 | 비고 |
| ---------- | ------------------------------- | ------ | ------ | ---- |
| 광정삼거리 | 정안중앙길                      | 공주시 | 정안면 |      |
| 대산교     |                                 | 공주시 | 정안면 |      |
| 문천삼거리 | 지방도 제618호선 (허수아비길)   | 공주시 | 정안면 |      |
| 문천교     |                                 | 공주시 | 정안면 |      |
| 기름재     |                                 | 공주시 | 정안면 |      |
|            | 사곡면                          | 공주시 |        |      |
| 운암삼거리 | 지방도 제629호선 (유구마곡사로) | 공주시 |        |      |